# Vincenzo Guarana
Pour les articles homonymes, voir Guarana.
 Vincenzo Guarana, né le 22 juillet 1742 à Venise et mort le 27 octobre 1815 dans la même ville, est peintre italien, actif principalement à Venise et dans ses territoires.

## Biographie
Vincenzo Guarana naît le 22 juillet 1742 à Venise. Il est le fils de Jacopo Guarana. Il est initié à la peinture dans l'atelier de son père, avec lequel il collabore à plusieurs reprises. Vincenzo rejoint la guilde des peintres en 1761, et en 1774 il est élu à l'Académie des Beaux-Arts de Venise, récemment fondée, après avoir remporté un prix avec Giuseppe Gobbis. Il fut président de l'Académie en 1799 et 1802. Vincenzo a collaboré vers 1780 avec son père aux toiles qui décoraient le Palais Barbarigo della Terrazza. Il a également peint un Jean l'Évangéliste pour San Pantalon et le plafond de l'église de San Tomà représentant le martyre du Saint et d'autres scènes de sa vie. Il peint également des retables pour l'église de San Giuliano et pour l'église paroissiale de Selva del Montello, ainsi que pour l'église de l'archevêque de Colle Umberto.Il réalise également des portraits et des fresques sur le continent,.
Il meurt le 27 octobre 1815 à Venise.